# Trésauvaux
Trésauvaux is een gemeente in het Franse departement Meuse (regio Grand Est) en telt 92 inwoners (2009).
De plaats maakt deel uit van het kanton Étain in het arrondissement Verdun. Tot 1 januari 2015 was het deel van het kanton Fresnes-en-Woëvre, dat op die dag werd opgeheven.

## Geografie
De oppervlakte van Trésauvaux bedraagt 3,9 km², de bevolkingsdichtheid is dus 23,6 inwoners per km².

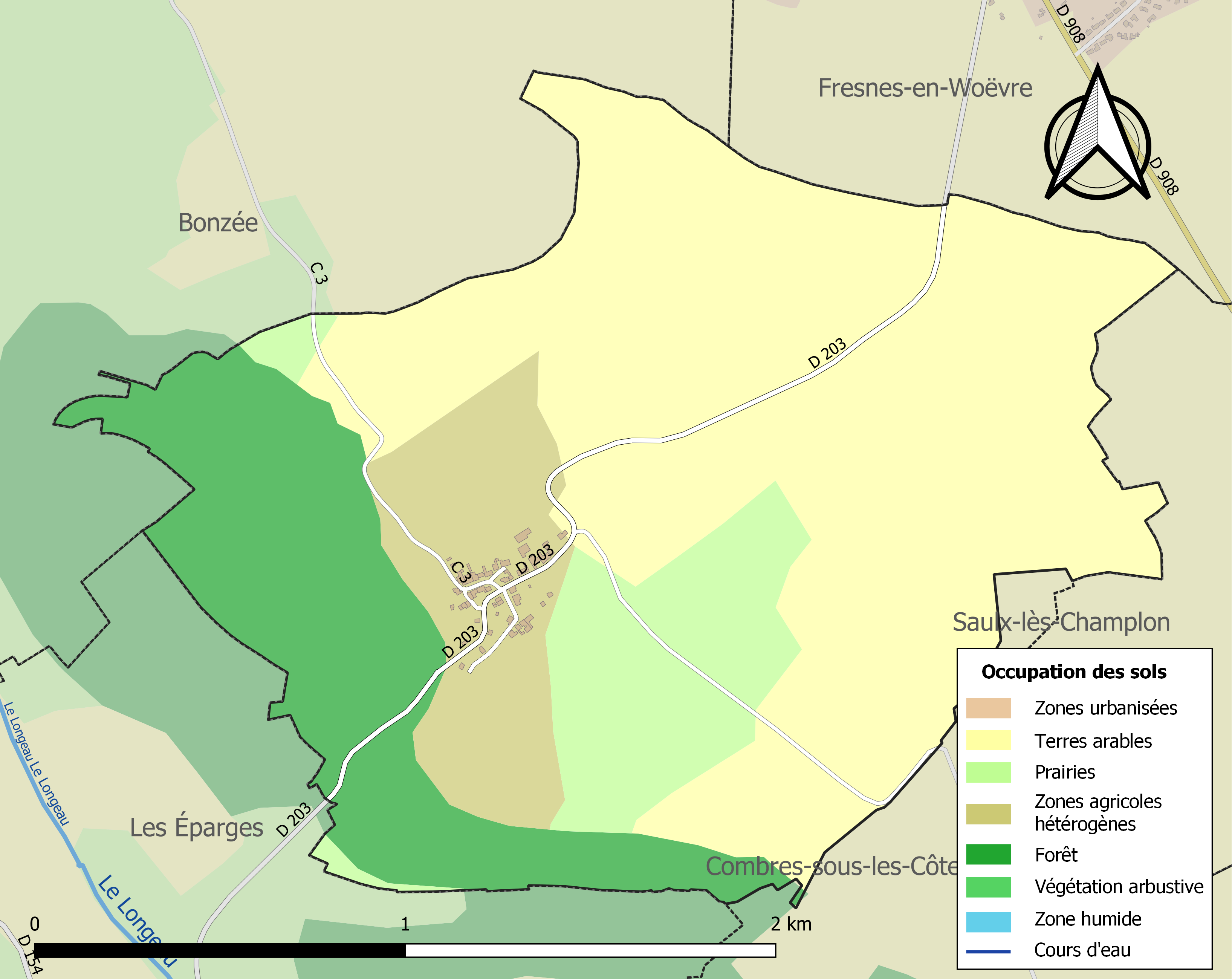
Kaart van de gemeente met de belangrijkste infrastructuur, bodemgebruik en omliggende gemeenten

## Demografie
Onderstaande figuur toont het verloop van het inwonertal (bron: INSEE-tellingen).